# PHP-Fusion
PHP-Fusion – system zarządzania treścią udostępniany na licencji typu Open Source oparty na PHP i MySQL przeznaczony głównie dla stron domowych oraz niewielkich portali. Wersja instalacyjna systemu zawiera szereg najważniejszych modułów, takich jak moduł newsów, artykułów, nawigacji czy panel admina, można jednak bez problemu zainstalować moduły dodatkowe. Wygląd PHP-Fusion można modyfikować poprzez zmienianie stylów graficznych (themes). PHP-Fusion charakteryzuje szybkość działania oraz prostota obsługi.

## Modyfikacje PHP Fusion
Jedną z najbardziej popularnych modyfikacji tego CMS-a jest Extreme Fusion, dawniej nazywany Extreme-Pack. Modyfikacja ta zawiera serie dodatków, które mogą zachęcić użytkownika do udzielania się na stronie np. punktacja lub rangi, oraz zniechęcić(system ostrzeżeń). W EF mamy również „button panel” i możliwość zmieniania kolorów nicków grupom użytkowników. Najnowszą wersją tej modyfikacji jest Extreme Fusion IV.